# Alexandra Büchel
Alexandra Anastasia Zetterström Büchel, född 16 december 1982 i Österåkers församling, är en svensk sopran.
Büchel studerade vid Operahögskolan i Stockholm mellan 2005 och 2008 och är även utbildad vid Bel Canto Institute i Florens. Hon är inriktad på modern och nutida musik och har sjungit produktioner och konserter i Skandinavien, Tyskland, Ungern, Italien och USA. År 2013 hade hon huvudrollen i Norrlandsoperans uppsättning av Pierangelo Valtinonis opera Snödrottningen. 2017 sjöng hon huvudrollen som ”Den blinda poetissan” i den svenska operan Aniara på Malmö Opera.
Büchel tilldelades Birgit Nilsson-stipendiet för år 2016.
Hon är gift med operasångaren Fredrik Zetterström.